# 브론코스 데 레이노사
브론코스 데 레이노사(레이노사 브론코스)는 멕시코 레이노사의 프로 야구 팀이다. 홈구장은 에스타디오 아돌포 로페스 마테오스이다.

## 야구단 정보
| 감독      | 27 호마 로자스 빌라레알 |
| 코칭 스탭 | 16 알폰소 텔레즈 후라도 (배터리) · 29 펠릭스 테제다 (불펜) · 20 알프레도 펠릭스 (벤치) · 88 후안 드 디오스 차베즈 (코치) · 58 (투수) · 72 에드가 베가 바렐드 (배터리) · -- 레이날도 인판트 (트레이닝) · -- 이지키엘 버날 · 67 헤리버토 레포사스 · 47 프란치스코 아세베도 |
| 투수      | 32 파블로 조엘 오초아 차파 · 6 호세 후안 로페즈 드 라 토레 · 2 윌프리도 프로레스 소토 · 36 앨런 로베르토 게레로 · 91 헤수스 알폰소 산체스 가르시아 · 4 헤베르토 곤잘레즈 라미레즈 ·25 네스터 블라디미르 메렌데즈 브라보 · 57 마르코 안토니오 토바 트루지요 · 34 알레한드로 엔리크 리오스 알다나 · 19 호세 루이스 가르시아 크루즈 · 39 하롤드 엑커트 · 51 커퍼티노 레온 헤르난데즈 · 63 오스왈도 마르티네즈 · 53 조엘 페나 · 38 호세 살다나 |
| 포수      | 26 아단 무노즈 로드리게스 · 14 프란치스코 에스파라고자 카시라스 |
| 내야수    | 22 레이 마르티네즈 라미레즈 · 23 마샬 맥도그웰 · 28 도밍고 카스트로 아코스타 · 1 로드리고 아그이레 아그이라 · 62 프란치스코 그이러모 아리아스 로친 · 24 세르지오 게레로 |
| 외야수    | 7 데릭 화이트 · 8 레오나르도 헤라스 아리스페스 · 42 훌리오 주레타 · 12 호세 마누엘 에스피노자 유리아 · 18 호세 루이스 아쿠나 살가도 · 5 오스카 오마 라미레즈 만리쿠에즈 |